# Società consortile
La società consortile (S.c.a.r.l. se a responsabilità limitata, S.c.p.A. se per azioni), nell'ordinamento italiano, è una società—qualunque tipo di società prevista dal codice civile italiano, escluse le società semplici—caratterizzata dal fatto di svolgere la propria attività perseguendo fini consortili.

## Norme di riferimento
A norma dell'art. 2615-ter Codice Civile, “le società previste nei Capi III e seguenti del Titolo V possono assumere come oggetto sociale gli scopi indicati nell'art. 2602”.
Le disposizioni normative che disciplinano le società consortili sono, da un lato, quelle che disciplinano le società commerciali (artt. 2291 e seguenti del c.c.) e, dall'altro, quelle che regolamentano il consorzio (organizzazione che si costituisce, tra imprenditori dello stesso ramo o di attività connesse, per la disciplina o per lo svolgimento di determinate fasi delle rispettive imprese).

## Società, consorzio e società consortile
Il punto di partenza fondamentale, valido per tutti i tipi di società, è fornito dall'art. 2247 c.c., che definisce il contratto di società stipulato tra due o più persone le quali conferiscono beni o servizi per l'esercizio in comune di un'attività economica allo scopo di dividerne gli utili: tuttavia, la finalità lucrativa, che consiste nella divisione degli utili, connota soltanto le società lucrative (costituite, appunto, a scopo di lucro), qualunque veste esse assumano (società semplici, società in nome collettivo, società in accomandita, società per azioni o società a responsabilità limitata).
Con il contratto di consorzio ex art. 2602 c.c., invece, più imprenditori pongono in essere un'organizzazione comune per la disciplina o lo svolgimento di determinate fasi delle rispettive imprese: nel consorzio, pertanto, mancano gli elementi caratteristici delle società, poiché esso non svolge un'attività d'impresa, ma mette in comune singole fasi parziali delle attività delle imprese consorziate partecipanti, oppure realizza un coordinamento delle attività delle singole imprese. In sostanza, le singole attività d'impresa finalizzate alla produzione di utili restano proprie e individuali di ciascun consorziato, ed il consorzio non mira a produrre guadagni da distribuire ai soci ma mira a mantenere, e possibilmente far aumentare, il reddito dell'attività dei singoli imprenditori.
L'organizzazione comune, poc'anzi descritta, può assumere la forma di una società di tipo commerciale che svolge un'attività per i consociati e non ha necessariamente scopo di lucro: si tratta delle società indicate dall'art. 2615 c.c. che come oggetto sociale possono avere lo scopo consortile dell'art. 2602 c. c.
La società consortile potrà anche essere un consorzio con attività esterna, sul modello fornito dall'art. 2612 c.c., e perciò può svolgere “un'attività con i terzi”, perseguendo risultati di contenimento dei costi imprenditoriali e di incremento dei profitti di impresa senza per questo perseguire in senso tecnico uno scopo lucrativo. Pertanto, le società consortili possono non avere come scopo la divisione di utili e spesso vi sono leggi speciali che configurano particolari fattispecie di società (di regola nella forma delle società per azioni) che pur avendo la forma giuridica della società lucrativa, tuttavia, istituzionalmente escludono qualsiasi scopo di divisione di utili (il lucro in senso soggettivo), e talvolta escludono anche la finalità di conseguire un utile di impresa (il lucro in senso oggettivo): si tratta comunque di norme che operano in via di eccezione. In conclusione, nelle società consortili, la distribuzione di utili può essere prevista soltanto in via eccezionale e del tutto marginale.
Un esempio di modulo organizzativo costituito da più imprese collegate, coordinate e raggruppate tra loro è costituito dai cosiddetti consorzi stabili tra imprese di costruzioni per partecipare agli appalti ed alle concessioni di lavori pubblici. Si tratta sia di consorzi ex art. 2602 c. c. sia di società consortili ex art 2615 ter c.c., che, quando si aggiudicano un appalto, lo fanno per conto e nell'interesse delle imprese socie e consorziate, tra le quali il lavoro viene ripartito, o dalle quali riceve le risorse di produzione e alle quali trasferisce sempre il rischio d'impresa.

### Società Cooperativa per Azioni
Le Società Cooperativa per Azioni (SCpA) sono cooperative a cui si applicano alcune disposizioni, previste dal codice civile, per le società ad azioni. Si differenziano dalle Scarl proprio perché sono costituite da azioni sebbene rivolte a finalità consortili.

## Orientamenti giurisprudenziali
Per quanto riguarda l'orientamento della giurisprudenza, sulla compatibilità tra le regole che disciplinano i diversi tipi di società commerciali e la causa ex art. 2615 ter della società consortile, è pacifico che 
Tuttavia, la Cassazione ha posto dei limiti a tale deroga: infatti 
Tra i principi inderogabili rientra quello di cui all'art. 2462 c.c., primo comma, in virtù del quale nella S.r.l. per le obbligazioni sociali risponde soltanto la società con il suo patrimonio (ad eccezione del caso disciplinato dall'art. 2497, secondo comma, c.c.) con conseguente inapplicabilità alla società consortile a responsabilità limitata dell'art. 2615, secondo comma, c.c. che, in materia di consorzi con attività esterna, prevede la responsabilità solidale dei singoli consorziati con il fondo consortile per le obbligazioni assunte dagli organi del consorzio, salvo che la responsabilità dei consorziati sia prevista da specifiche norme, come nel caso di società consortile a responsabilità limitata appaltatrice di lavori pubblici.
Per quanto riguarda la normativa applicabile alle società consortili, parte della giurisprudenza di merito rinvia alle “…norme specificamente disciplinanti il tipo societario di volta in volta prescelto…”. Ad esempio, 
Mentre, altra parte peraltro minoritaria, ritiene che 
Infine, in relazione allo scopo di lucro della società consortile, la giurisprudenza sostiene che la società consortile possa 
Inoltre, anche nelle ipotesi in cui partecipino enti pubblici (non imprenditori) e sia prevista espressamente in statuto la mancanza di scopo lucrativo, l'atto costitutivo di una società consortile a responsabilità limitata deve essere comunque omologato ed iscritto nel registro delle società.